# José Paulo Bisol
José Paulo Bisol (Porto Alegre, 22 de outubro de 1928 — Porto Alegre, 26 de junho de 2021) foi um desembargador, escritor e político brasileiro. Fez parte do Partido dos Trabalhadores (PT). Bisol ficou conhecido por sua defesa dos direitos humanos.
Alinhado com Mário Covas, um dos fundadores do Partido da Social Democracia Brasileira (PSDB), mudou de postura quando a pedido de Lula, não se filiou ao PSDB e sim ao PSB, visando a candidatura a vice-presidente na chapa de Lula em 1989.

## Trajetória
José Paulo Bisol estudou Direito na Pontifícia Universidade Católica do Rio Grande do Sul e Comunicação na Universidade Federal do Rio Grande do Sul.
Serviu como deputado estadual no Rio Grande do Sul pelo MDB entre 1983 e 1987. Ocupou o cargo de senador de 1987 a 1995. Junto com Mário Covas, foi um dos fundadores do PSDB em 1988, ano que participou de forma atuante na Assembleia Constituinte. Em 1993, ajudou a criar a primeira CPI do Congresso Nacional, que investigou o escândalo dos "Anões do Orçamento".
Em 1989, mudou para o PSB e foi candidato a vice-presidente na chapa de Luiz Inácio Lula da Silva, do PT. Foi cotado como candidato a vice de Lula em 1994, mas devido a denúncias de que apresentou emendas superfaturadas para beneficiar o município de Buritis (o que nunca foi provado), foi substituído por Aloizio Mercadante.
Em 1998, foi candidato ao Senado pelo Rio Grande do Sul, sem êxito. Tal candidatura foi a última na carreira pública.
Entre 1999 e 2002, foi secretário de Justiça e Segurança do Rio Grande do Sul durante o governo do petista Olívio Dutra, propondo a unificação das polícias civil e militar.
No ano de 2009,  foi condecorado com a Medalha do Mérito Farroupilha, a mais alta distinção da Assembleia Legislativa do Rio Grande do Sul.

## Vida pessoal
É irmão da linguista brasileira Leda Bisol, conhecida por sua contribuição à fonologia do português brasileiro.
Morreu em 26 de junho de 2021 no Hospital Moinhos de Vento em Porto Alegre, aos 92 anos de idade, de falência orgânica múltipla.